# 亚生·买买提
亚生·买买提（1964年—）维吾尔族，新疆维吾尔自治区喀什地区泽普县人。“东突”恐怖分子。

## 生平
亚生·买买提生于1964年，初中文化程度，自1996年起，亚生·买买提在中华人民共和国境内组织并训练暴力恐怖分子。1998年起，召集了一批负案在逃的暴力恐怖分子，自制了大量爆炸装置、枪支弹药以及刀具，组织、策划、实施暴力恐怖活动。